# Befsztyk (nazista)

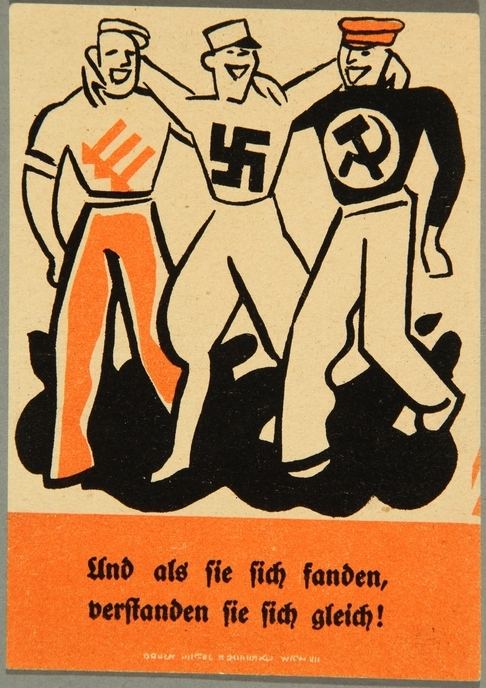
Socjaldemokrata, nazista i komunista jako uśmiechnięci przyjaciele na propagandowej ulotce

Befsztyk (niem. Rindersteak-Nazi) – slogan polityczny używany w nazistowskich Niemczech do opisywania komunistów i socjaldemokratów, którzy przystąpili do Narodowosocjalistycznej Niemieckiej Partii Robotników (NSDAP). 
Urodzony w Monachium amerykański historyk Konrad Heiden był jednym z pierwszych, którzy udokumentowali to zjawisko w swojej książce z 1936 roku Hitler: A Biography, zauważając, że w szeregach Sturmabteilung (SA) było dużo komunistów i socjaldemokratów i że wiele oddziałów szturmowych nazywano „befsztykami” – brązowymi na zewnątrz i czerwonymi w środku. Zmiana partii politycznych była czasami tak powszechna, że członkowie SA żartowali, że „[w] naszym oddziale szturmowym jest trzech nazistów, ale wkrótce ich wyrzucimy”.
Slogan ten był szczególnie używany do określenia członków klasy robotniczej SA, którzy byli związani ze strasseryzmem. Obraz tych „befsztykowych” osobników ubranych w brązowy mundur, podczas gdy w tle kryły się „czerwone” sympatie komunistyczne i socjaldemokratyczne, sugerował, że ich wierność nazizmowi była powierzchowna i oportunistyczna. Po tym, jak Adolf Hitler został kanclerzem Niemiec, „befsztyki” kontynuowały swoją działalność, rozprawiając się z komunistami i socjaldemokratami (reprezentowanymi odpowiednio przez Komunistyczną Partię Niemiec i Socjaldemokratyczną Partię Niemiec), w latach 30. XX wieku, przy czym slogan ten był popularny już w 1933 roku.

## Ernst Röhm i SA
Ernst Röhm, założyciel i dowódca Sturmabteilung, rozwinął kult swojej osoby w szeregach SA, poprzez który wielu członków dążyło do rewolucyjnego reżimu socjalistycznego, radykalizując SA. Röhm i duża część partii nazistowskiej popierała 25-punktowy program narodowosocjalistyczny ze względu na jego postrzegane stanowiska socjalistyczne, rewolucyjne i antykapitalistyczne, oczekując, że Hitler spełni swoje obietnice, gdy w końcu dojdzie do władzy. Jak stwierdzili historycy David G. Williamson i Jean-Denis Lepage, ponieważ Röhm żywił „znaczną sympatię do bardziej socjalistycznych aspektów programu nazistowskiego”, „zdrajcy komuniści i socjaliści przez wiele lat wstępowali do partii nazistowskiej, gdzie byli pogardliwie nazywani „befsztykami”.
Radykalizacja Röhma ujawniła się w latach 1933–1934, gdy dążył do tego, by jego plebejscy szturmowcy SA zaangażowali się w permanentną, czyli „drugą rewolucję” po objęciu przez Hitlera urzędu kanclerza. Mając pod koniec 1933 roku 2,5 miliona szturmowców pod swoją komendą, Röhm przewidywał czystkę frakcji konserwatywnej, reakcyjnej w Niemczech, która pociągałaby za sobą dalszą nacjonalizację przemysłu, „kontrolę robotników nad środkami produkcji” oraz „konfiskatę i redystrybucję własności i bogactwa klas wyższych”. Takie ideologiczne i polityczne walki wewnętrzne w partii nazistowskiej skłoniły Hitlera do stracenia Röhma i innych nazistowskich radykałów socjalistycznych w noc długich noży latem 1934 roku.
Niektórzy twierdzili, że ponieważ większość członków SA pochodziła z rodzin robotniczych lub była bezrobotna, byli podatni na socjalizm o poglądach marksistowskich. Historyk Thomas Friedrich stwierdził, że wielokrotne próby Komunistycznej Partii Niemiec, mające na celu odwołanie się do robotniczego pochodzenia SA, były „skazane na niepowodzenie”, ponieważ większość członków SA skupiała się na kulcie Hitlera i zniszczeniu „marksistowskiego wroga”.

## Liczby
W niektórych niemieckich miastach liczbę „befsztyków” zmieniających partie uważano za znaczącą. Rudolf Diels, szef Gestapo w latach 1933–1934, donosił, że „70 procent” nowych rekrutów SA w Berlinie było komunistami. Według niemieckiego historyka Svena Reichardta, twierdzenie Dielsa, podobnie jak innych osób w tamtym czasie, było najprawdopodobniej przesadzone. Pisząc o różnych szacunkach, historyk Timothy S. Brown napisał: 

Rudolf Diels, pierwszy szef Gestapo, oszacował, że w Berlinie 70 procent nowych rekrutów SA po 30 stycznia stanowili byli komuniści. W niektórych przypadkach, jak pisał Diels, całe oddziały Roter Frontkämpferbund masowo przechodziły do SA. Peter Longerich zakwestionował często cytowaną przez Dielsa liczbę 70 procent jako przesadzoną i chociaż z pewnością ma rację, że liczba ta jest zbyt wysoka, wydaje się, że sam pomylił się w drugą stronę. Według podwładnego Dielsa, Giseviusa, co najmniej jedna trzecia SA po 1933 roku składała się z byłych komunistów, o których „popularne określenie... brzmiało »befsztyki« – brązowi na zewnątrz, czerwoni w środku”. Czołowy funkcjonariusz Kampfgemeinschaft für Rote Sporteinheit podał liczbę 20 procent. Samo SA podało liczbę 55 procent. Wewnętrzne notatki SA, zachowane akta Gestapo i raporty własnego aparatu wywiadowczego KPD zawierają dowody na znaczącą obecność komunistów w SA.